# Skånela socken
Skånela socken i Uppland ingick i Seminghundra härad och är sedan 1971 en del av Sigtuna kommun, från 2016 inom Norrsunda-Skånela distrikt.
Socknens areal är 39,87 kvadratkilometer, varav 37,59 land. År 1952 fanns här 387 invånare. Slottet Skånelaholm samt sockenkyrkan Skånela kyrka ligger i socknen. 

## Administrativ historik
Skånela socken har medeltida ursprung. 
Vid kommunreformen 1862 övergick socknens ansvar för de kyrkliga frågorna till Skånela församling och för de borgerliga frågorna till Skånela landskommun. Landskommunen inkorporerades 1952 i Märsta landskommun som 1971 uppgick i Sigtuna kommun. Församlingen uppgick 1 januari 1998 i Norrsunda församling.
1 januari 2016 inrättades distriktet Norrsunda-Skånela, med samma omfattning som Norrsunda församling hade 1999/2000 och fick 1998, och vari detta sockenområde ingår.
Socknen har tillhört län, fögderier, tingslag och domsagor enligt vad som beskrivs i artikeln Seminghundra härad. De indelta soldaterna tillhörde Upplands regemente, Hundra Härads kompani samt Livregementets dragonkår, Livskvadronenen, livkompaniet.

## Geografi
Skånela socken ligger närmast sydost om Arlanda med sjön Fysingen i sydväst. Socknen är en slättbygd vid sjön och i söder och är en svagt kuperad skogsbygd i norr.

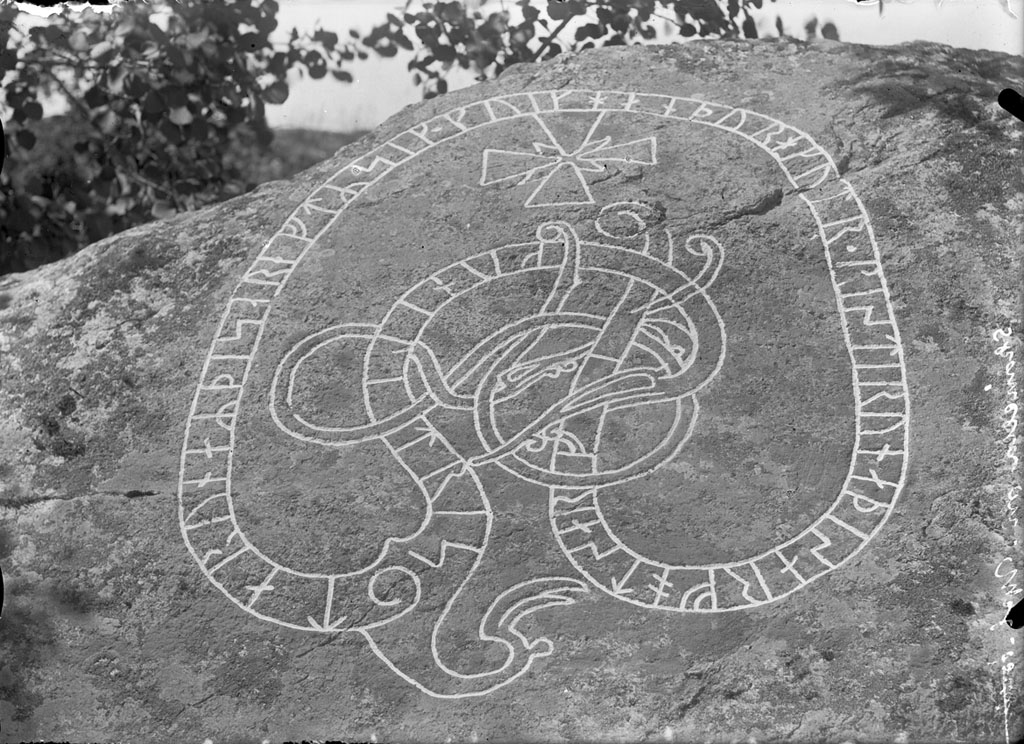
Runsten U 308 vid Ekeby

## Fornlämningar
Från järnåldern finns 35 gravfält, stensträngar och en fornborg. Det finns 25 runinskrifter. Av dessa finns sju i fast häll, däribland tre vid Hargs bro. Sälnastenen har en versifierad inskrift.

## Namnet
Namnet skrevs 1289 Schanald kommer troligen från en föregångare till godset Skånelaholm. Förleden innehåller skån, 'skorpa, bark' här i betydelsen skrovlig berghäll och en sådan återfinns där kyrkan nu är belägen. Efterleden ald kan antingen tolkas som hald, 'betesmark' eller som hall, 'sluttning'.